# Přibík z Klenové
Přibík z Klenové a Janovic (? — leden 1465) byl český šlechtic z rodu Klenovských z Klenové a Janovic. V husitských válkách bojoval ve vojsku táborského svazu a roku 1426 se stal hejtmanem ve Stříbře. Na začátku roku 1434 přešel do umírněného kališnického tábora Menharta z Hradce. Zásoboval obleženou Plzeň a bojoval na straně panské jednoty u Lipan. Až do roku 1464 stál věrně na straně českých králů ať už v diplomatických, soudních či válečných službách. Poté se postavil proti králi Jiřímu z Poděbrad a svým působením na katolické pány patrně uspíšil vznik Zelenohorské jednoty, byť jejího založení 28. listopadu 1465 se už nedožil.

## Původ

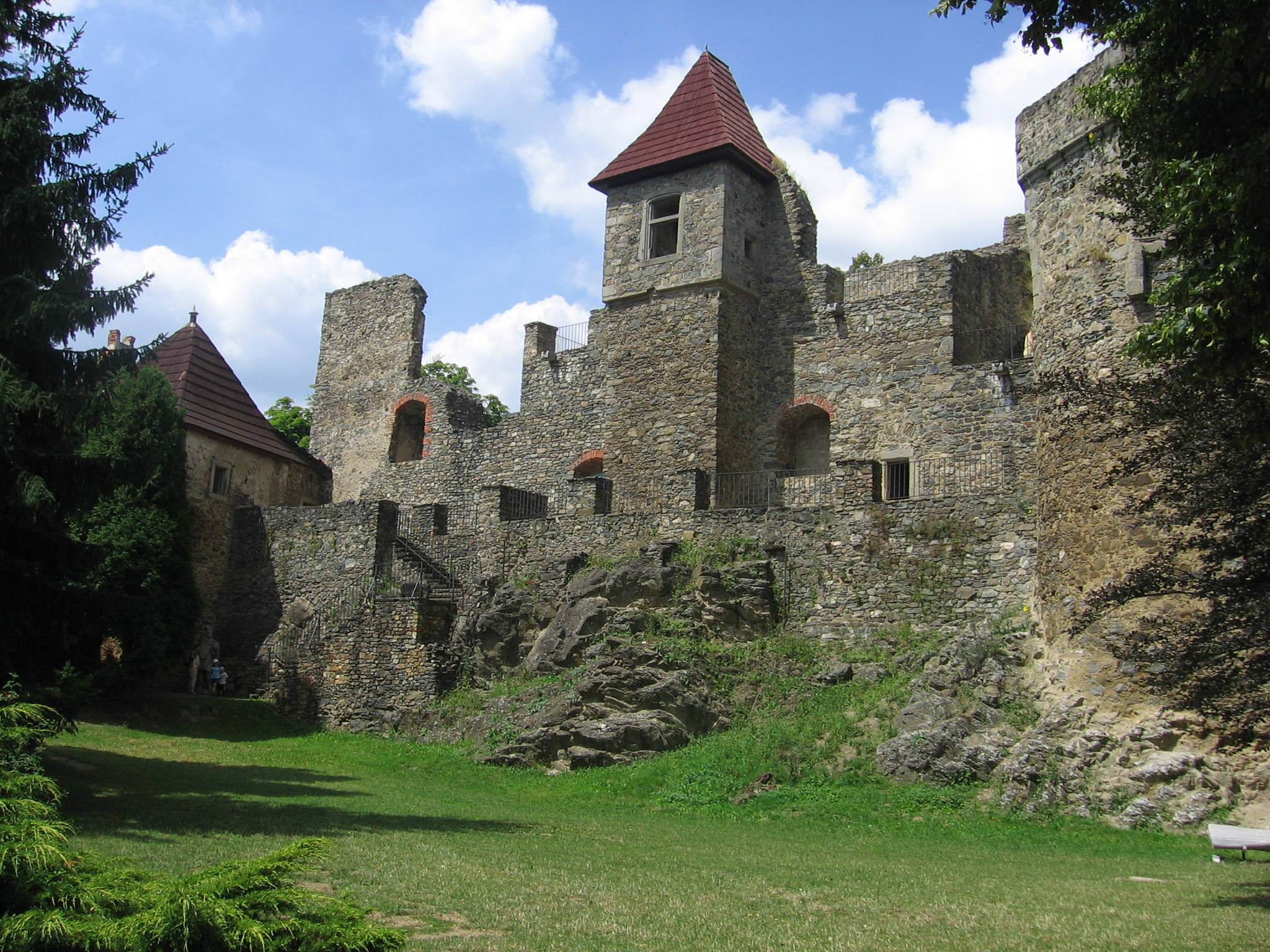
Hrad Klenová

Přibík z Klenové pocházel ze starého rytířského rodu Klenovských z Klenové a Janovic, který byl blízce příbuzný s panským rodem Janovských z Janovic. Jejich rodinným sídlem byl hrad Klenová u Janovic nad Úhlavou v Plzeňském kraji.
Narodil se někdy na konci 14. století, ale určitě před rokem 1398. Jeho otec Jan z Klenové dlel kolem roku 1406 na Moravě ve službě markraběte Jošta. Matka patrně pocházela z příbuzenstva Bavora z Potštejna na Žinkovech. Z rodiny jsou ještě známi Přibíkovi bratři Jan a Václav z Klenové. Neznáme jméno ani původ manželky Přibíka z Klenové, ale jisté indicie naznačují, že patrně pocházela z mocného západočeského rodu pánů erbu labutě – Švamberků.

## Ve službách Tábora
| „                                         | Byl mezi kacíři o to učenější a výmluvnější, oč byl ukrutenstvím a nevěrností ošemetnější. | “ |
| — Enea Silvio Piccolomini: Historie Česká |                                                                                            |   |

Pánem na hradě Klenová se stal někdy po roce 1408, kdy jej zdědil po svém dědovi též jménem Přibík.
V roce 1412 byli králem Václavem IV. jmenováni popravci v jižních a západních Čechách Jindřich z Rožmberka a Jan starší z Hradce. Na seznamu šlechticů, kteří jim měli pomáhat v regionu obnovit pořádek, je jmenován i mladý pán na Klenové – Přibík. Otázkou ovšem je, nakolik to s pomocí myslel vážně, protože už v roce 1416 je Přibík, a jeho bratr Jan, uváděn v jihlavských smolných knihách jako jeden ze šlechticů, jejichž loupeživé bandy pustoší rožmberská panství a bavorské pomezí.
V roce 1417, když houstlo náboženské napětí v českých zemích, existovaly v katolickém jihozápadním pohraničí jen dva ostrůvky kališnické víry. Jednak hrad Pajrek Jana Pajreckého z Janovic a Klenová Přibíka z Klenové. A to i přes to, že snad nejodhodlanějším zastáncem katolické církve v regionu byl blízký příbuzný obou rytířů – Racek Rýzmberský z Janovic.
Po vzniku města Tábor a jeho počáteční expanzi v jižních Čechách s ním Přibík z Klenové rychle navázal kontakt a stal se jeho spojencem. Ovšem po odchodu Jana Žižky z Trocnova z Tábora, v průběhu let 1423–1424, se nepochybně přidal na stranu jeho nového svazu. Svědčí o tom mimo jiné smlouva o příměří mezi táborskými a Oldřichem z Rožmberka z 10. září 1424, kde je jasně uváděn mezi stoupenci slepého vojevůdce. Po Žižkové smrti u Přibyslavi 11. října 1424 se opět vrací do sféry vlivu Tábora, byť v rámci pomalu vznikajícího Píseckého svazu.
V průběhu let 1424–1426 se začala konstituovat v rámci Táborského svazu zvláštní skupina měst a šlechtických spojenců ze západních Čech (včetně Přibíka z Klenové), která by se dala nazvat písecký svaz. Přímou podobu dostal na „obecném“ sjezdu 6. února 1426 vyhlášením krajského spolku. Tento spolek stále udržoval silné vazby na Tábor, ale v mnoha ohledech se s ním rozcházel a občas jednal zcela samostatně. Obecně projevoval písecký svaz větší sklon k náboženské toleranci a snahu o normalizaci poměrů v království.
I přes spíše umírněný postoj vedl písecký svaz v uvedeném období prakticky permanentní válku proti pohraničním oblastem Bavorského vévodství. Město Waldmünchen bylo postupně třikrát neúspěšně dobýváno a to v březnu a listopadu 1425 a potom v březnu 1426. Personální obsazení těchto výpadů není známo, ale odvetné tažení bavorských pánů na Klatovsko směřovalo především proti statkům Přibíka z Klenové, včetně vypálení trhové vesnice Dlažov, takže se dá usuzovat, že v bojích hrál významnou úlohu. Zajímavá informace pocházející z tohoto bavorského tažení je ze zprávy ulmského hejtmana Heinricha von Stöffela, který o Přibíkovi píše, že je táborským hejtmanem v Domažlicích, kde má neustále k dispozici 300 jezdců. Což se ovšem jeví jako dost nepravděpodobné.

## Hejtmanem ve Stříbře

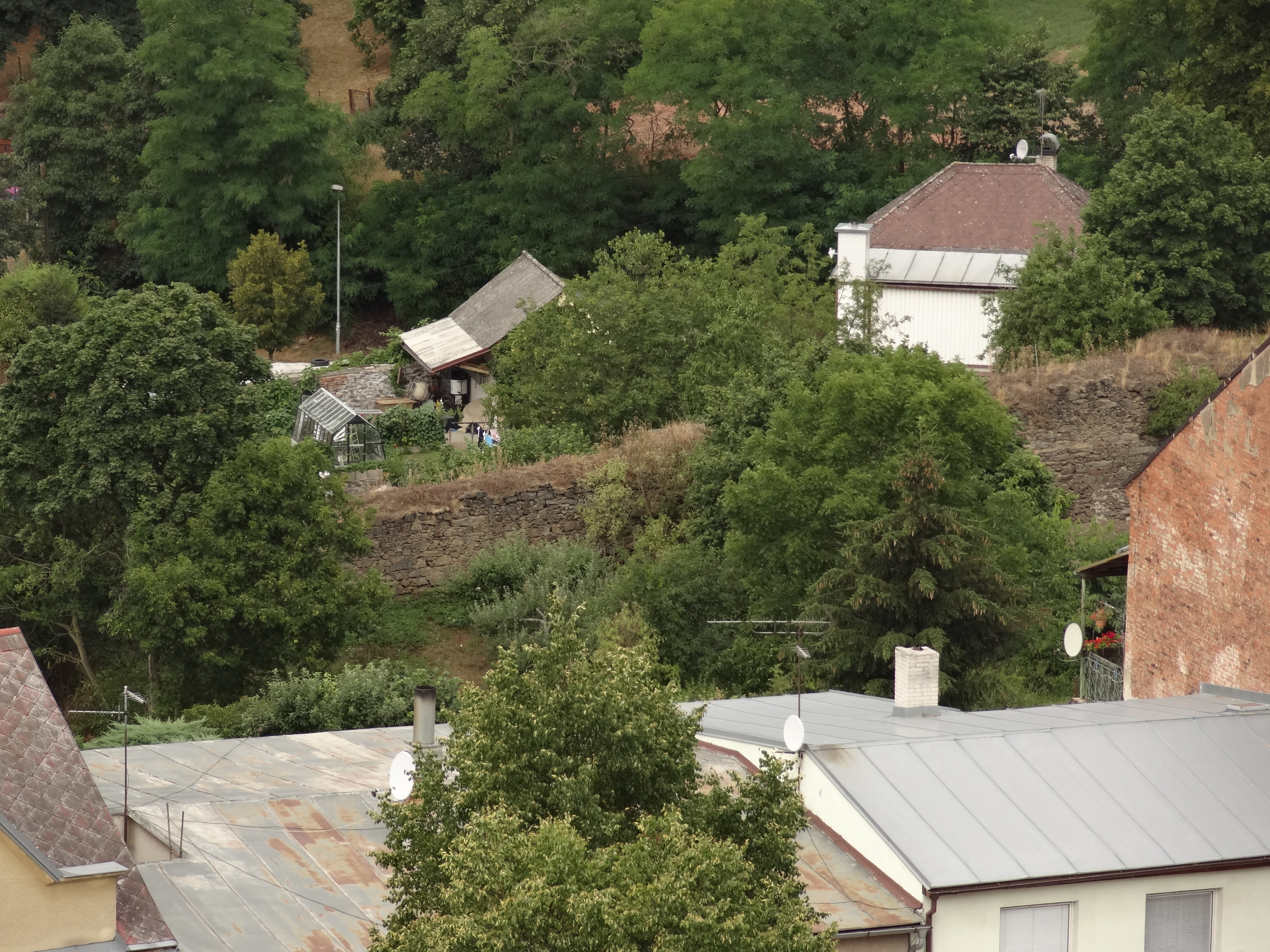
Pozůstatky středověkého městského opevnění ve Stříbře.

| „                                                                                              | Pan Přibík byl bohatýr neodolatelný a vpadl do města našeho s mečem sahajícím od brány k bráně. | “ |
| — Vzpomínky Stříbrských měšťanů: František Palacký Dějiny národu českého v Čechách a na Moravě |                                                                                                 |   |

Po skončení bojů s Bavory se Přibík odhodlal k riskantnímu kroku, který ovšem v případě úspěchu sliboval značný vzestup. Za úsvitu 28. září 1426 využil oslav svátku svatého Václava
a vnikl za pomoci svých tajných příznivců, patrně jen s devíti muži, do královského města Stříbra. S pomocí později dorazivších ozbrojenců Jana Zmrzlíka ze Svojšína se mu město podařilo ovládnout. Vyhnal katolické obyvatele a jejich majetky a domy rozdal svým podporovatelům,
čímž stabilizoval situaci a stal se neomezeným vládcem města až do konce husitských válek, kdy ho vrátil císaři Zikmundovi.

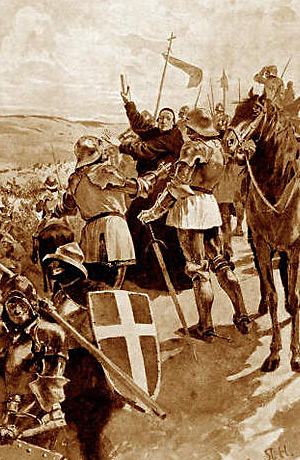
Útěk křižáků po bitvě u Tachova

Těžké časy nastaly Přibíkovu městu v létě příštího roku. 18. března 1427 vyhlásil papež Martin V. v pořadí již třetí křížovou výpravu proti husitům. Křižácké vojsko vtrhlo v červenci z několika směrů do Čech. Přes mnohé rozepře mezi vůdci výpravy se nakonec shodli na prvním cíli kruciáty a to dobytí Stříbra. Podle Bartoška z Drahonic dorazily 23. července ke Stříbru první oddíly křižáků a do několika dní se kolem města soustředila prakticky celá křižácká armáda. Přibíka z Klenové s dvěma sty obránci oblehlo prý 80 000 křižáků. Křižáci soustředili před Stříbrem na tu dobu neobvyklou palebnou sílu (jen Norimberk dodal přes 260 ručnic, dále měli obléhatelé 12 komorových děl a 8 těžkých a 13 lehčích obléhacích děl), ale i přesto se obráncům podařilo vytrvat. Když se 1. srpna dala do pohybu od Rokycan husitská vojska pod velením Prokopa Holého zrušili křižáci obléhání aby se připravili k polní bitvě. K té nakonec nedošlo a vojska se utkala až 3. srpna u Tachova.
Od 14. prosince 1429 do 12. února 1430 se Přibík pod velením Prokopa Holého účastnil velké spanilé jízdy do Saska.
V roce 1430 se pak Přibík z Klenové poprvé objevil v roli diplomata. Na zemském sněmu v pražském Karolinu byl zvolen do delegace, která měla vyjednávat v bavorském Norimberku. Ovšem z jednání nakonec sešlo.
Přibík z Klenové se nalézal ve vojsku Prokopa Holého, které v roce 1431 vyrazilo proti vojskům čtvrté křížové výpravy. Tažení vyvrcholilo 14. srpna 1431 bitvou u Domažlic. V opuštěném ležení poražených křižáků nalezli husité nevídanou kořist. V kronice Bartoška z Drahotonic se píše „... a vzali Němcům, jak se všeobecně říkalo, přes tři tisíce vozů s velkými i menšími děly v počtu dobře sto třicet a s rozličnými jejich věcmi, oděvy, zbraněmi, koňmi, stříbrnými číšemi i zlatým křížem řečeného pana kardinála.“ Jánský se domnívá, že kořist získaná u Domažlic byla příčinou, že: „Přibík nepochybně vstoupil do podstatně vyšší majetkové třídy a zařadil se – řečeno termínem Petráňovým – do husitské válečnické aristokracie.“.

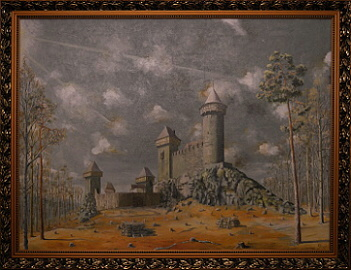
Hrad Lopata - umělecká rekonstrukce podoby hradu

Mezi lety 1429 až 1432 podepsal Přibík z Klenové několik příměří s Oldřichem z Rožmberka, ale podle všeho je nebral příliš vážně, protože v těchto letech vedli jeho lidé z hradu Klenová, patrně pod vedením zdejšího purkrabího buď Ziga nebo Janka z Hrádku, trvalou loupeživou válku proti rožmberskému dominiu. V roce 1432 podepsal s panem Oldřichem další, a tentokrát už skutečné příměří. Potřeboval si totiž uvolnit ruce k vypořádání se s nebezpečným sousedem. 31. října 1432 oblehly oddíly Přibíka z Klenové, Svojše ze Zahrádky, Jana Zmrzlíka ze Svojšína, Jana Řitky z Bezdědic a Menharta z Hradce hrad Lopatu. Pán tohoto hradu, Habart z Lopaty, totiž pod záminkou příslušnosti ke katolické straně, vytrvale napadal se svojí loupežnickou bandou statky okolních kališnických pánů. Dost intenzivně vedené obléhání se protáhlo až do 6. února 1433, kdy obležená posádka v čele se svým pánem využila tmy, hrad zapálila a uprchla.
Když si reprezentanti římskokatolické církve po bitvě u Domažlic uvědomili, že husitské hnutí nepůjde porazit silou, rozhodli se zahájit vyjednávání. Na koncil, který probíhal od roku 1431 ve švýcarské Basileji, byla pozvána reprezentativní delegace z Čech. Obsazení delegace, kterou vedl Prokop Holý, bylo vybráno na začátku září 1432 na sněmu v Kutné Hoře. Jedním z delegátů byl zvolen i Přibík z Klenové. Ten se s ním ovšem v polovině prosince, kdy poselstvo do Basileje vyrazilo, nemohl vydat, protože právě vrcholilo jím vedené obléhání hradu Lopata.

## Obležení Plzně a bitva uLipan

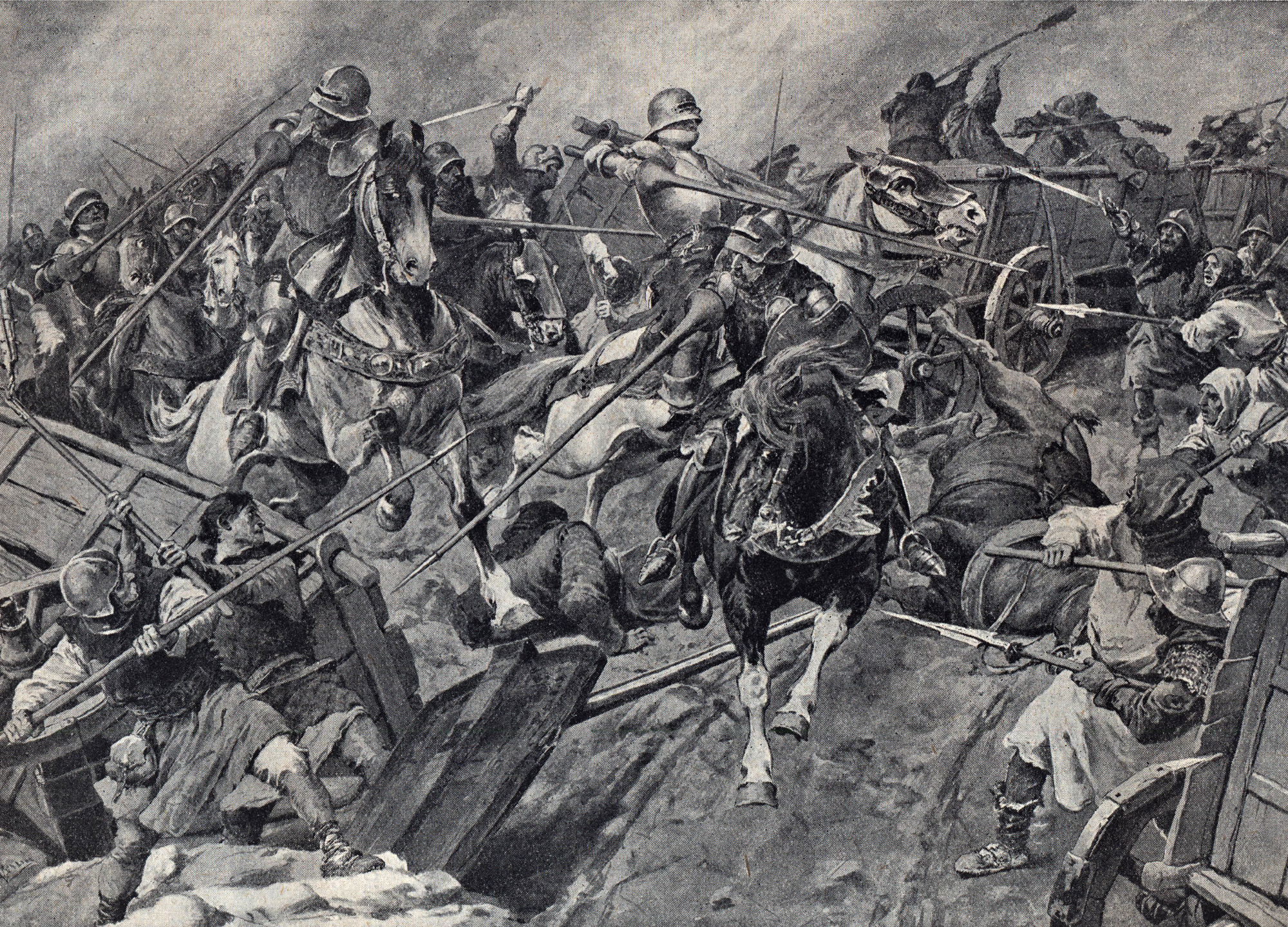
Věnceslav Černý: Rozražení vozové hradby – rozhodující moment bitvy u Lipan

Když se ukázalo, že jednání s koncilem nikam nepovedou, opustilo české poselstvo 14. dubna 1433 Basilej a vydalo se domů. Aby jednání nebyla zcela přerušena vydala se s nimi i výprava významných katolických teologů, aby rozhovory mohly pokračovat v Praze.
Praha přivítala koncilní poselstvo 8. května. Výsledky basilejských jednání narazily na rozhodný odpor radikálních husitů. Aby se zlepšila jejich vyjednávací pozice, navrhl Přibík z Klenové obležení Plzně – nejvýznamnější bašty katolictví v Čechách. Plán byl odsouhlasen a 14. července 1433 polní obce město oblehly. Ovšem ještě předtím se začala politická situace v Čechách měnit. Basilejské poselstvo, když poznalo rozpolcenost husitské společnosti, začalo, a to především barcelonský arcijáhen Jan Palomar, navazovat kontakty s kališníky nakloněnými smírnému řešení náboženských sporů. Do této skupiny se rychle dostal i Přibík z Klenové. Nebylo divu, protože mezi nejvýznamnější stoupence dohody s koncilem patřil jeho spolubojovník od hradu Lopaty – Menhart z Hradce a především univerzitní mistr Jan z Příbrami, kterého Přibík v roce 1427 ukrýval ve Stříbře, když musel před radikály uprchnout z Prahy. Navíc mu asi smířlivé myšlenky nikdy nebyly cizí, protože ve stejném roce 1427 byl na seznamu agenta saského kurfiřta Friedricha jako možný odpadlík od husitství.
V březnu 1434 už bylo o preferencích Přibíka z Klenové jasno – tedy alespoň na pravé straně politického spektra, radikálové je měli odhalit až za čas a to za dost nepříjemných okolností. 20. března se v bavorském Chamu uskutečnila schůzka na nejvyšší úrovni. Byli zde přítomni vyslanci koncilu, zástupci Zikmunda Lucemburského, jihoněmečtí šlechtici, čeští katolíci i příslušníci umírněné kališnické šlechty. Společně s Menhartem z Hradce zde byl i pan Přibík. Jednání měla určit taktiku, která povede k eliminování moci polních bratrstev v českém království. Ovšem prvořadým cílem bylo zachránit obleženou Plzeň, které už pomalu docházely síly. Jan Palomar předal umírněným českým kališníkům 3 000 zlatých. Za 500 zlatých byly nakoupeny zásoby pro obleženou Plzeň a za zbytek byl najat dostatečný počet žoldnéřů.
30. března 1434 prorazil Přibík z Klenové se svými ozbrojenci obléhací kruh kolem Plzně a vjel do města. Přivezl sem 93 korců (asi 9 000 litrů) obilí a tak odvrátil jeho bezprostřední pád. Poté se z obklíčení opět probil zpět. Možná při průniku do města využil toho, že vojáci polních obcí ještě nevěděli, že změnil stranu, či přímé zrady v táboře obléhatelů. Pro husitské polní obce se stal tragickým 5. květen 1434. Nejenom, že se nenadálým útokem povedlo umírněné kališnické koalici ovládnout jejich spojenecké Nové město pražské, ale Přibíkovi z Klenové se povedlo podruhé prorazit blokádu Plzně a dodat do vyhladovělého města tentokrát 700 korců obilí. Po těchto událostech nezbylo obléhatelům než rezignovat na dobytí Plzně a vyrazit k Praze proti vojskům koalice.
Hned po odtáhnutí vojsk radikálů od Plzně se oddíly Přibíka z Klenové spojily s vojsky západočeského landfrýdu a společně vyrazily k hlavnímu městu. Po cestě se k nim přidala početná posádka Karlštejna a oddíly Oldřicha z Rožmberka. Ke spojení s vojsky kališnicko-katolické jednoty došlo 26. května u Záběhlic 6 kilometrů od Prahy. Toto spojené vojsko definitivně porazilo táborské a sirotčí bratrstvo 30. května 1434 v bitvě u Lipan. V bitvě byl pan Přibík jedním z prvních, kteří vnikli do otevřené vozové hradby nepřítele a završili jeho porážku.

## Polipanské období

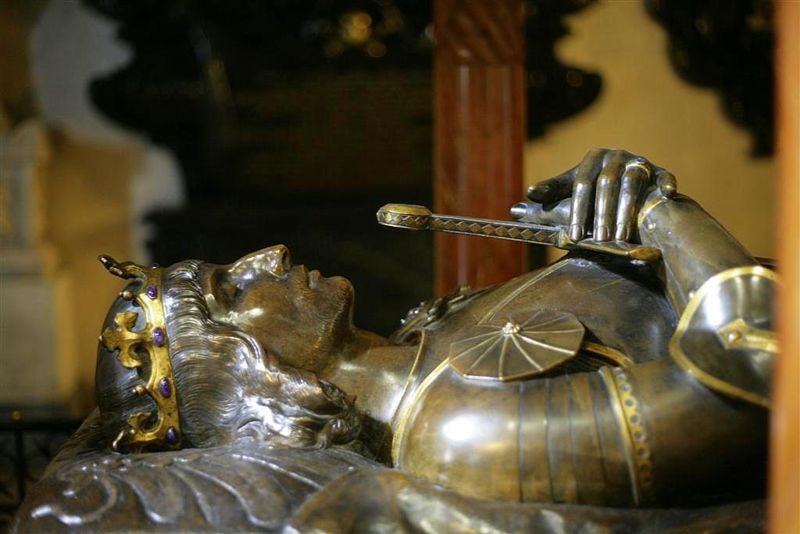
Náhrobek polského krále Vladislava III. Varnenčika

Po bitvě u Lipan už nic nestálo v cestě k přijetí Zikmunda Lucemburského za českého krále. Po jednáních v Brně a Stoličném Bělehradě přísahali 14. srpna 1436 v Jihlavě zástupci husitských Čech věrnost králi Zikmundovi. Z významných měst se k tomuto aktu nepřipojila pouze čtyři: Hradec Králové, Kolín, Tábor a Stříbro. Zatímco u prvních tří to bylo pochopitelné, protože moc v nich stále drželi husitští radikálové, u Stříbra byla situace poněkud odlišná. Přibík z Klenové ho prostě králi odmítal vydat, dokud za něj neobdrží rovnocennou náhradu. To se také stalo, když mu král 21. září 1436 zapsal panství Volyně a o rok později i panství Protivín, které ovšem Přibík obratem ruky prodal Oldřichovi z Rožmberka. V roce 1437 se majetek Přibíka z Klenové rozrostl ještě o panství hradů Žinkov a Litice, která zdědil po vymřelých Bavorech z Potštejna, patrně příbuzných jeho matky.
Pro jistou formu neposlušnosti vůči své osobě měl císař Zikmund určitě pochopení, protože už na podzim 1436 pověřil Přibíka z Klenové velmi důležitým úkolem, a to aby dohodl podrobení se táborské strany. To se po jednáních s vůdcem táborů Bedřichem ze Strážnice skutečně povedlo. Mírová smlouva byla podepsána 18. listopadu 1436 a Tábor přijal Zikmunda za svého panovníka.
V létě 1437 bylo z Čech vysláno v pořadí už čtvrté poselstvo k Basilejskému koncilu. Jako reprezentanti šlechty byli vybráni Petr Zvířetický z Vartenberka a Přibík z Klenové. Delegace zastávala při jednáních dosti neústupné stanovisko a tak nebylo dosaženo žádné dohody.
Po návratu z Basileje 24. prosince 1437 byl už Zikmund Lucemburský mrtev a v Čechách propukl boj o jeho nástupnictví. Pan Přibík se postavil na stranu císařovny vdovy Barbory Celjské, což ho přivedlo do tábora šlechty prosazující kandidaturu polského prince Kazimíra na uprázdněný český trůn. Začátkem června vedl poselstvo projagellonské strany k římskému a uherskému králi Albrechtu II., které ho mělo přesvědčit aby vojensky nevstupoval do Čech. Byl však odmítnut a 10. června 1438 králova vojska překročila hranice. 29. června byl Albrecht v Praze korunován na českého krále a v zemi vypukla válka. Mezi 10. srpnem a 15. zářím se Přibík z Klenové účastnil bojů v okolí Tábora a poté odjel ke dvoru polského krále Vladislava. Od prosince 1438 do února 1439 probíhala ve Vratislavi jednání mezi Albrechtem a Česko-polskou koalicí. Hlavním vyjednavačem české kliky u polského dvora byl právě Přibík z Klenové. Jednání ovšem nikam nevedla a tak obě strany alespoň uzavřely příměří do 26. června 1439.

## Iterregnum

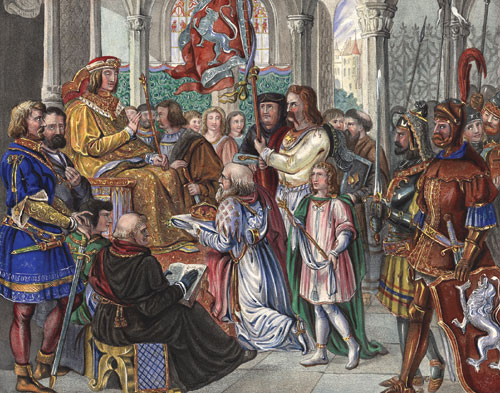
Johann Georg Hiltensperger: Albrecht III. Bavorský odmítá nabídku stát se českým králem

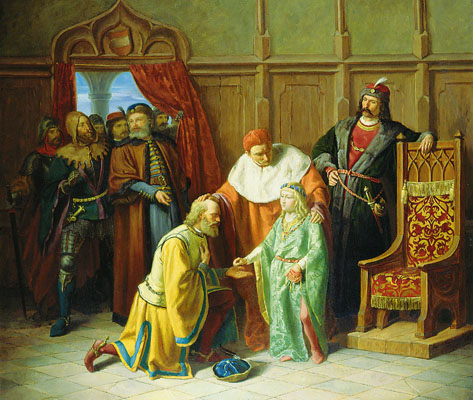
Karel Javůrek: Ladislav Pohrobek jako dítě

Na polském královském dvoře zůstal pan Přibík patrně až do prosince 1440. Na Klenovou se vrátil ve velmi neklidné době. Propukla zášť mezi ním a hejtmanem plzeňského kraje Hynkem Krušinou ze Švamberka a také probíhala válka mezi rodem Janoviců s jejich bavorskými sousedy. Přibík tehdy navrhl bavorskému vévodovi Albrechtovi, že pokud mu pomůže proti Švamberkovi, urovná nepřátelství mezi ním a Rackem mladším z Janovic.
Než ovšem mohla jednání začít, Přibík zaútočil proti svému starému nepříteli – Habartovi z Lopaty. Ten se po zničení Lopaty zmocnil hradu Hus a odtud jeho posádka dál pokračovala v loupeživých výpravách. V polovině února 1441 oblehli klenovští Habartovu posádku, i když sám Habart byl v té době v Českých Budějovicích. Bojů s Habartem využil Hynek Krušina ze Švamberka a 9. dubna 1441 zaútočil na hrad Skála, který předtím Přibík z Klenové zabral pánům Švihovským z Rýzmberka, a pana Přibíka zajal. Koncem léta byl už pan z Klenové opět na svobodě, ale nevíme však, za jakých podmínek byl propuštěn. Jeho zajetí přesto nijak nenarušilo obléhání Husi a tak musela posádka hradu 8. září kapitulovat. Zajatí vojáci byli dopraveni za svým pánem do Českých Budějovic.
Během roku 1441 se Přibíkovi z Klenové opravdu podařilo zprostředkovat mír mezi vévodou Albrechtem a Rackem Rýzmberským. V roce 1442 navíc podepisuje s vévodou žoldnéřskou smlouvu. Je to pro něho dvojnásob výhodné, protože největším vévodovým protivníkem v Čechách byl jejich společný nepřítel Hynek Krušina ze Švamberka. S Hynkem Krušinou se opět dostal do konfliktu na jaře 1444, když pán ze Švamberka, za dost spletitých okolností, zabránil panu Přibíkovi dobýt hrad Vlčtejn, který právě obléhal. Boje mezi znepřátelenými šlechtici se jako obvykle projevovaly především vzájemným vypalováním vesnic, protože jak píše Jakoubek z Vřesovic Oldřichu z Rožmberka: „Nastala mezi znesvářenými stranami ukrutná lidí chudých záhuba.“
Svůj zájem o celozemskou politiku obnovil Přibík z Klenové až v roce 1444. 27. srpna 1444 zemřel na cestě do Dobříše Hynce Ptáček z Pirkštejna, který zde měl vést jednání své strany s přívrženci Habsburků. Přibík převzal vedení jednání a patrně uvažoval o tom, že se stane vůdcem Ptáčkovy strany, ale toto postavení pro sebe nakonec získal Jiří z Poděbrad a ze strany se stala Poděbradská jednota. Brzy začaly narůstat konflikty mezi poděbradskou stranou a Rožmberky. To vedlo k urychlené snaze uklidnit poměry na česko-bavorském pomezí a uvolnit tak síly Plzeňského landfrýdu pro Rožmberky. Hlavním vyjednavačem bavorského vévody byl Přibík z Klenové. Mír mezi Bavory a českými šlechtici byl podepsán 20. dubna 1445 v Domažlicích. Současně probíhal i proces ukončování šlechtických záští a ustavování krajských spolků v samotných západních Čechách. Do osmičlenné rady Plzeňského landfrýdu byl zvolen i pán z Klenové, který do té doby pod landfrýd nespadal, protože to bylo výhradně katolické uskupení a on byl v té době stále kališník.
Na počátku roku 1447 zajali jeho muži dva mnichy, na které padlo podezření, že nesli papeži Evženu IV. stížný list katolického kléru proti volenému pražskému arcibiskupovi Janu Rokycanovi. Dal je mučit a posléze ve věži umořit hlady.
V únoru 1447 se z pověření českých stavů vydal společně s Jindřichem ze Stráže k římskému králi Fridrichu III. Habsburskému – poručníkovi Ladislava Pohrobka, aby jim dědice české koruny vydal. Jednání ztroskotala na králově zdržovací taktice, což pana Přibíka značně znechutilo.
Už koncem roku 1447 si začínal více rozumět s Oldřichem z Rožmberka a začal ho podporovat. Možná za to mohla i skutečnost, že se pan Oldřich mohl zasadit o propuštění jeho syna Jana, který bojoval v Uhrách pod Janem Jiskrou z Brandýsa a upadl tam do zajetí. Rožmberk skutečně intervenoval a Jan byl propuštěn. Do Čech už bohužel dorazil vážně nemocný a brzy na následky nemoci zemřel.
V roce 1448 přijel do Prahy papežský legát Juan kardinál Carvajal, který zde měl vyjednávat o platnosti Basilejských kompaktát. Místo toho se kardinál listin zmocnil a pokusil se s nimi uprchnout za hranice. Přibík z Klenové vedl pronásledovací oddíl, kterému se podařilo legáta u Benešova dostihnout a kompaktáta získat zpět.
Jako reakce na obsazení Prahy a uvěznění Menharta z Hradce Jiřím z Poděbrad byla 8. března 1448 ustavena takzvaná Strakonická jednota pod vedením pánů z Rožmberka. Když v roce 1450 vypuklo mezi Strakonickou a Poděbradskou jednotou otevřené nepřátelství, účastnil se Přibík z Klenové bojů na straně strakonických. V březnu 1450 oblehl poněkud překvapivě tvrz Bezděkov Racka Chlévce z Malšína (služebníka jeho spojenců Zmrzlíků ze Svojšína) a to společně s vojáky svého nepřítele Hynka Krušiny ze Švamberka. Po dobytí tvrze útokem v noci z 19. na 20. března, vyrazily jejich oddíly k Tochovicím, kde se šikovala vojska Strakonické jednoty před rozhodující bitvou u Rokycan. Když ale po bitvě, která proběhla 4. června 1450, psali poděbradští o svém vítězství, tak byl pan Přibík na seznamu významných šlechticů, kteří se na vítězství podíleli. Jak došlo k této změně stran není jasné, ale asi to nebylo nijak obtížné, protože na straně Poděbradské jednoty od začátku bojoval Přibíkův syn Bohuš Klenovský na Žinkovech. Vazby na obě strany umožnily, aby se po bitvě u Rokycan stal ještě v roce 1450 společně s Janem Smiřickým a Zbyňkem Zajícem rozhodčím při jednání znepřátelených stran.
Bez ohledu na zuřící vnitrozemský konflikt dál probíhala válka českých pánů proti jejich bavorským sousedům. Aby vytvořil nárazníkové pásmo mezi svým územím a Čechy, udělil 26. března 1451 Albrecht III. Bavorský Přibíkovi z Klenové jako zástavní léno bohaté příhraniční panství Winkel s centrem ve městě Furth.
Tento krok se zdařil, protože tomuto panství se v nejbližších letech permanentní boje většinou vyhýbaly. Pan Přibík tím byl ještě více zainteresován na snaze válku ukončit a hrad Klenová byla v následujících letech často místem jednání obou znepřátelených stran. Ovšem přímých bojů proti českým šlechticům, mezi kterými byli jako obvykle jeho Janovičtí příbuzní, se snaží neúčastnit. Nakonec se mu podařilo na jaře 1452 zprostředkovat mezi Janovici a Bavory mír, ale válka pokračovala dál v režii jiných rodů. Když potom na jaře příštího roku Racek Rýzmberský z Janovic porušil pracně dojednaný mír s Bavory, byl už Přibík z Klenové nekompromisní. Jeho odvetná akce proti Rackovým statků, kterou provedl společně s Jindřichem z Kolovrat, byla tak zdrcující, že pán z Rýzmberka přistoupil i na dost nedůstojné mírové podmínky. Válka na česko-bavorské hranici jako zázrakem skončila po korunovaci Ladislava Pohrobka českým králem 28. října 1453.

## Za králů Ladislava a Jiřího

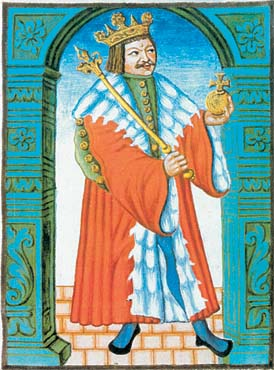
Král Jiří z Poděbrad

Nový český král si pána z Klenové podle všeho vážil. Hned po korunovaci ho jmenoval přísedícím zemského soudu za rytířský stav. Na podzim 1455 ho pověřil důležitým mezinárodním jednáním. Pan Přibík se vydal do Špýru na jednání s  posly burgundského vévody Filipa III. Dobrého, aby u nich protestoval proti uchvácení Lucemburského vévodství po smrti vévodkyně Elišky Zhořelecké. 2. března 1458 byl Přibík z Klenové jedním ze šlechticů, kteří zvolili po smrti Ladislava Pohrobka za českého krále Jiřího z Poděbrad a stal se členem jeho rady.
V roce 1459 verboval za úplatu žoldnéře pro Ludvíka Landshutského do jeho války s Albrechtem Braniborským. Sám už ale na tažení nevyrazil. Vůbec od začátku šedesátých let už kvůli věku rezignoval na válečnické podnikání i na diplomacii. Oba jeho synové Bušek a Jan byli mrtví a on sepsal závěť ve prospěch Buškova syna Jana. 19. října 1462 udělil král Jiří vratislavskému biskupovi Joštovi z Rožmberka právo vykoupit od Přibíka z Klenové panství Volyň i s dvaceti vesnicemi. V prosinci 1464 došlo k dokončení finančního vyrovnání a Volyň se dostala do majetku strakonických johanitů, kterých byl biskup generálním převorem. Tato ztráta lukrativního panství pana Přibíka značně rozhořčila a neznámý kronikář ve Starých letopisech Českých dokonce píše: “A proto hned Přibík Klenovský proti králi Jiřímu vzal jest zlú vuoli a jednal proti němu všecko zlé. A skrze toho zbožie zbytie veliká jest příčina válek v Čechách, neb jest proti němu pány před svou smrtí velmi nadýmal.“, a tak je jmenován spolu se Zdeňkem ze Šternberka, Janem Zajícem a dalšími jako páni, kteří na sněmu počátkem roku 1465 „odstoupili“ od krále Jiřího. Kolem těchto šlechticů se zformovala protikrálovská skupina, která 28. listopadu 1465 založila Zelenohorskou jednotu.
Přibík z Klenové zemřel v lednu 1465, poté co předal správu svého panství do rukou Linharta z Gutštejna (syna Jana z Gutštejna na Všerubech a Bělé a Přibíkovy dcery neznámého jména), určeného za poručníka jeho nedospělého vnuka Jana. Byl pohřben v rodinné hrobce v klášterním kostele svatého Vavřince v Klatovech po boku svých synů.